# La Madone
La Madone (titre original : Madonna) est un tableau d'Edvard Munch, peintre expressionniste norvégien né en 1863 et mort en 1944.
Déclinée en cinq versions différentes, toutes exécutées de 1894 à 1895, elle représente une jeune femme dans une position lascive et constitue l'œuvre la plus connue de son auteur avec Le Cri.
Une version appartient au musée Munch d'Oslo : elle a été volée en 2004 et retrouvée deux ans plus tard. Deux autres appartiennent à la Galerie nationale d'Oslo et à la Kunsthalle de Hambourg, une quatrième à l'homme d'affaires Nelson Blitz, et une cinquième a été achetée en 1999 par Steven A. Cohen. Il en existe également une estampe.